# Valeria Rossi
Valeria Rossi (Tripoli, 7 marzo 1969) è una cantautrice italiana.
Ha riscosso un grande successo nell'estate del 2001 con il tormentone Tre parole, brano noto anche fuori dai confini italiani. In seguito ha pubblicato due album, Ricordatevi dei fiori (2001) e Osservi l'aria (2004), e diversi altri singoli.

## Biografia

### Il successo diTre parolee l'albumRicordatevi dei fiori
Nata a Tripoli, in Libia, ma cresciuta a Mentana, dopo il liceo si laurea in giurisprudenza e in antropologia all'Università La Sapienza di Roma. Nel 1996 viene ammessa al Centro Europeo di Toscolano di Mogol, presso il quale vince una borsa di studio per un corso di perfezionamento per autori.
Esordisce discograficamente nell'estate del 2001 con il singolo Tre parole, canzone scritta da Liliana Richter, Francesco Cabras e la stessa Valeria Rossi. Il brano, scartato dalla partecipazione al Festival di Sanremo 2001 nella categoria "Giovani", è pubblicato a metà giugno dall'etichetta discografica BMG, riscuotendo un immediato successo. Del singolo vengono infatti vendute circa 10.000 copie nelle prime tre settimane e vince poi tre dischi d'oro. Il brano raggiunge la prima posizione della classifica italiana a fine luglio, rimanendovi per sette settimane consecutive, e restando in classifica da giugno a ottobre, risultando il secondo singolo più venduto in Italia nell'intero anno.
La canzone è supportata anche da una forte promozione radiofonica, affermandosi come il tormentone estivo di quell'anno. Con questa canzone partecipa anche al Festivalbar 2001, vincendo il premio rivelazione dell'anno, e riscuotendo successo anche in altri paesi, raggiungendo la quinta posizione in Spagna, e incidendo una versione in lingua spagnola del brano, Tres palabras, accompagnata da un videoclip dedicato. Dopo il successo del singolo, il 19 ottobre dello stesso anno pubblica l'album Ricordatevi dei fiori, preceduto dal secondo singolo Tutto fa l'amore, che si assesta al quarantatreesimo posto della classifica italiana, e vede anche in questo caso la produzione di una versione in spagnolo del singolo (Todo El Amor Quema).. La promozione del disco, prodotto da Liliana Richter e Giulio Albamonte e scritto quasi interamente dalla cantautrice con diverse collaborazioni, prosegue con la pubblicazione di altri due singoli, Tutte le mattine e un remix della canzone Pensavo a te, pubblicato nell'estate del 2002 (e in spagnolo col titolo Pensaba En Ti). L'album raggiunge la ventottesima posizione in Italia e la novantasettesima in Svizzera.

### Osservi l'aria, il secondo album
Valeria Rossi torna sulle scene musicali nell'estate 2003, partecipando per la seconda volta al Festivalbar, con la canzone Luna di lana, scritta interamente da lei, raggiungendo la posizione numero 40 della classifica dei singoli italiana. Il singolo anticipa la pubblicazione del suo secondo album, intitolato Osservi l'aria nel 2004, insieme al secondo singolo Ti dirò. La pubblicazione del disco è stata supportata anche da un tour intitolato Con Tatto. Il titolo dell'album, pubblicato come il precedente dall'etichetta discografica BMG, è un anagramma del nome della cantautrice, concepito dall'enigmista Stefano Bartezzaghi.

### Attività di autrice
Dopo la pubblicazione di Osservi l'aria Valeria Rossi non pubblica altri album fino al 2014, proseguendo tuttavia l'attività di autrice. Dal 1997 al 2007 è infatti autrice in esclusiva per Sony Publishing. Scrive per Mietta la canzone Hai vent'anni, inclusa nell'album 74100 e il racconto Otto giorni, contenuto nel libro Suicidi falliti per motivi ridicoli pubblicato per la Coniglio editore nello stesso anno.
Come autrice nel 2010 partecipa al Festival di Sanremo col brano Dove non ci sono ore, interpretato da Jessica Brando. La canzone raggiunge la finale della categoria Nuova Generazione, vinta poi da Tony Maiello con il brano Il linguaggio della resa. Un altro suo brano, Fare piano, viene pubblicato nell'album Dimmi cosa sogni di Jessica Brando, uscito nel luglio 2010 per la EMI Music.
Nell'agosto 2011 collabora con il cantautore Francesco Mignogna al singolo Il tempo che non c'è. Scrive poi insieme a Diana Tejera il brano Ma una vita no, inciso da Chiara Civello e inserito nel disco Al posto del mondo. Nello stesso anno canta nel brano Evolution, prodotto da Bob Benozzo e Pietro Foresti, contenuto nel disco omonimo dell'artista spagnolo Antonio Romero Marquez. Sempre nel 2011 scrive insieme al compositore di Andrea Bocelli Pierpaolo Guerrini, il brano For a new Sun, interpretato dal quartetto di soprani Div4s nel disco Opera.
Nel 2014 Valeria Rossi torna a cantare, sotto lo pseudonimo Mammastar, con La canzone di Peppa, ispirata al personaggio di Peppa Pig. Il brano vede la partecipazione di Mirko Fabbreschi, voce storica dei cartoni animati italiani e fondatore della band dei Raggi Fotonici. Nello stesso anno il suo brano Tre parole è scelto da Peugeot per lanciare sul mercato il nuovo modello 108.
Nel 2018 è tra i concorrenti del talent show di Rai 1, condotto da Amadeus, Ora o mai più, sotto la guida di Orietta Berti. Nel programma presenta il proprio brano La gente non parla.
A giugno 2020 pubblica il singolo Grisbi Summer Mania in collaborazione col gruppo spagnolo Las Ketchup, per la campagna promozionale dell'omonimo marchio di dolci.
Pur proseguendo l'attività di cantante e autrice, per un periodo ha lavorato anche presso l'anagrafe del comune di Monza come ufficiale di stato civile, posto che successivamente ha lasciato.
Secondo l'archivio opere della Siae, è autrice o coautrice di più di 120 brani.

### Scrittrice
Nell'ottobre del 2014 Valeria Rossi pubblica il libro di ricette per bambini intitolato Bimbincucina, edito da Azzurra Music, con allegato un cd contenente 21 brani-ricetta, Bimbincucina con Valeria Rossi e Carotino.
Nel maggio del 2015 pubblica il libro Tre parole dopo. Riflessioni intorno al successo con la casa editrice Effequ.

## Vita privata
La cantante, nell'agosto 2024, rivela di aver subito abusi all'età di 10 anni.

## Discografia

### Album
- 2001 – Ricordatevi dei fiori
- 2004 – Osservi l'aria
- 2014 – Bimbincucina

### Singoli
- 2001 – Tre parole
- 2001 – Tutto fa l'amore
- 2002 – Tutte le mattine
- 2002 – Pensavo a te
- 2003 – Luna di lana
- 2003 – Ti dirò
- 2004 – Iosochesetivolevo
- 2018 – La gente non parla

### Collaborazioni
- 2011 – Il tempo che non c'è - Il Migno feat. Valeria Rossi
- 2016 – Centro del mondo - Kyras feat. Valeria Rossi
- 2020 – Grisbi Summer Mania (Valeria Rossi feat. Las Ketchup)

## Opere
- Valeria Rossi, Otto giorni, in Suicidi falliti per motivi ridicoli, Coniglio Editore, 2006, ISBN 88-6063-017-7.
- Valeria Rossi, Bimbincucina, Azzurra Publishing, 2014, ISBN 978-88-98840-47-2.
- Valeria Rossi, Tre parole dopo. Riflessioni intorno al successo, Effequ, 2015, ISBN 978-88-98837-15-1.